# Authie (rzeka)
Authie – przymorska rzeka na północy Francji o długości 103 km. Przepływa przez departament Somme oraz Pas-de-Calais. Źródła rzeki znajdują się w pobliżu wioski Coigneux. Płynie między innymi poprzez miasta: Doullens, Auxi-le-Château, Nempont-Saint-Firmin i Nampont, uchodząc do kanału La Manche w pobliżu Berck.
Regularny bieg rzeki, spowodowany obecnością obfitych warstw wodonośnych, od zawsze przyciągał ludzi, którzy rozwinęli tutaj kulturę rolniczą, dominującą na tych terenach do dziś. Dolina Authie stanowiła także atrakcyjne miejsce osiedlania się, dziś znajduje się tu wiele wsi i miasteczek z bogatym dziedzictwem architektonicznym, wzdłuż brzegów Authie wzniesiono także wiele zamków i opactw. W pobliżu ujścia rzeki rozciąga się nizina między Fort-Mahon-Plage a Berck-sur-Mer, samo ujście zaś ma kształt estuarium. Tereny te stanowią dom dla bogatej fauny i flory, która przyciąga w to miejsce turystów i gości.